# Звільніть (фільм, 1918)
«Звільніть» (англ. Set Free) — американська комедійна драма режисера Тода Броунінга 1918 року.

## Сюжет
Дізнавшись, що її бабуся була циганкою, Рома Вікліф покидає життя з тіткою бабусі Генрієттою, і їде в Нью-Йорк, щоб жити з циганами.
Після того, як вона приїжджає в Нью-Йорк, Рому помилково приймають за злодійку і затримують. Привітна і багата місіс Робертс бере її під своє крило, щоб Рома не потрапила в тюрму. Її син Джон Робертс закохується в циганку. Рома не розділяє його почуття, тому що багатий стиль життя Джона знаходиться дуже далеко від свободи циганського життя. Джон наймає групу вуличних головорізів, щоб створити свою «циганську» банду. Але «цигани» приймають свою нову роль як циганських злодіїв занадто близько і починають грабувати банки. Джон здає їх до поліції. Після чого Рома погоджується вийти за нього заміж.

## У ролях
- Едіт Робертс — Рома Вікліф
- Гаррі Гілліард — Джон Робертс
- Гарольд Гудвін — Рональд Блер
- Моллі Макконнелл — місіс Робертс
- Бланш Грей — тітка Генрієтта